# Jagdmagie
Jagdmagie steht in der Ethnologie für magische Praktiken in ethnischen Religionen (insbesondere der animistischen Vorstellungen der Jäger und Sammler), um mit Hilfe übermenschlicher Mächte gezielt den Erfolg einer Jagd herbeizuführen. Im Einzelnen unterscheiden sich die Methoden erheblich: Entweder werden die Jagdwaffen durch „Besprechen“ mit Zauberformeln oder Bestreichen mit zauberkräftigen Substanzen magisch „aufgeladen“; es wird eine spirituelle Verbindung mit den Seelen der Beutetiere aufgenommen, um sie gefügig zu machen; oder es wird auf geweihte Tierfiguren- oder bilder geschossen, so dass die Pfeile oder Speere später bei den echten Tieren genauso erfolgreich sein mögen.
Bekannt wurde der Begriff als Jagdmagie der Frühzeit zu Anfang des 20. Jahrhunderts durch eine von Salomon Reinach aufgestellte Theorie, mit der sich Freud in Totem und Tabu auseinandersetzt. Mitte des 20. Jahrhunderts galt Reinachs Theorie, vor allem auch durch ihre Weiterentwicklung unter Henri Breuil und Henri Bégouen, als eine Art Dogma in der Erforschung der kultischen Rituale der Früh- und Vormenschen.
Die Völkerkunde hatte bis zu dieser Zeit ein Bild von Früh- und Vormenschen gezeichnet, das mit der Vorstellung vom „Primitiven“ („Guten Wilden“) einherging, der sich frei und unbesorgt in einer Welt des Überflusses tummelte. Das 1911 erschienene Buch von J.-H. Rosny dem Älteren Der Krieg ums Feuer (La Guerre du feu) hingegen zeigte die frühen Menschen als schwache Wesen, die in einer feindlichen Welt ums Überleben kämpften.
Als Deutung religiös-kultischer Praxis des Paläolithikums wird das Konzept der Jagdmagie in der Forschung heutzutage mehrheitlich abgelehnt.

## Jagdmagie der Frühzeit
Die Sicht auf die Kunst der Früh- und Vormenschen als „die magische Kunst“ unterstellte dieser demnach ein ausschließlich praktisches Ziel, sie trug entsprechend vor allem zum Überleben bei. Henri Bégouen drückte diese Vorstellung in den Worten aus: „Die Kunst jener Zeit ist zweckgerichtet“.

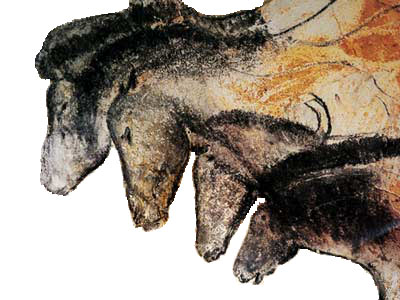
Pferdedarstellungen aus der Chauvet-Höhle, Aurignacien/Châtelperronien

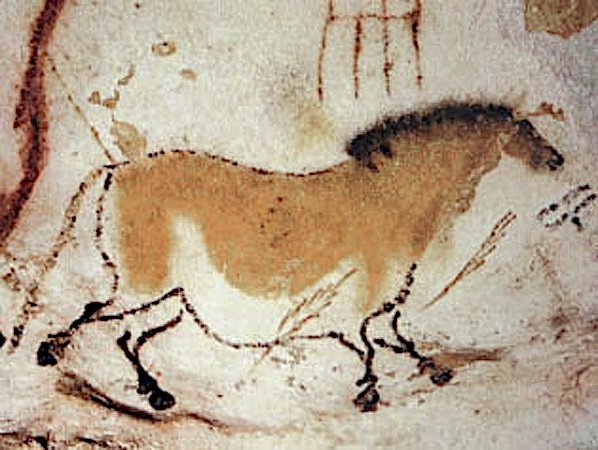
Höhlenmalerei aus Lascaux

Die zweite Grundlage der Theorie von der „Jagdmagie“ stellt die Höhle und hier besonders die Höhlenmalerei in den Mittelpunkt der Überlegungen. Dass sich prähistorischen Menschen so weit in die Dunkelheit und Gefahr unterirdischer Bereiche vorwagten und ihre Zeichnungen an entlegenen Orten anbrachten, wurde so gedeutet, dass es nicht darum ging, Zeichnungen zu schaffen, die „gesehen“ werden wollten. Dies konnte nach der Theorie von der Jagdmagie nur einem magischen Ziel dienen: Die Ausführung der Zeichnung oder der Skulptur war das eigentliche „magische“ Motiv. Die Abbildung des Tieres selbst war eine kultische Handlung, die für sich selbst einen Wert besaß. War sie einmal ausgeführt, dann hatte ihr unmittelbares und materielles Ergebnis, die Abbildung, keine weitere Bedeutung mehr. Damit will man in dieser Theorie auch erklärt haben, warum sich so viele Figuren auf denselben Höhlenwänden überlagern und kaum sichtbare Gravierungen angebracht wurden.
Die Theorie von der Jagdmagie ergeht sich so in der Erklärung der Kunst und Religion der Früh- und Vormenschen. Man glaubt postulieren zu dürfen, dass in der Vorstellung „primitiver Wesen“ die Abbildung eines jeden Lebewesens, sei es als Zeichnung oder als Skulptur, eine Daseinsform oder Emanation ebendieses Wesens sei. Weiter wird folgende Vorstellung als existent postuliert: Ergreift der Mensch Besitz über das Abbild, so hat er damit Macht über das Wesen selbst. Dieser Teil der Theorie wurde gestützt durch eine damals gängige Interpretation der Beobachtung, dass viele vorzivilisatorische Menschen echte Angst empfanden, wenn man sie fotografierte oder eine Zeichnung von ihnen anfertigte. So wurde die Annahme gestützt, dass auch die Früh- und Vormenschen glaubten, dass die Darstellung eines Tieres sie indirekt bereits dazu befähige, es zu beherrschen.
Die magischen Praktiken verfolgten der Theorie von der Jagdmagie nach im Wesentlichen drei Ziele: Jagd, Fruchtbarkeit und Vernichtung. Die Jagdmagie sollte erfolgreiche Jagdzüge herbeiführen. Zu diesem Zwecke bemächtigten sich die Früh- und Vormenschen der Darstellung des Tieres, das sie erlegen wollten, und damit des Tieres selbst. Die magische Wirkung sollen sie verstärkt haben, indem sie der Darstellung des Tieres pfeilförmige Zeichen hinzufügten, Verwundungen auf manchen Tieren eintrugen (Niaux), Tiere in einer zeremoniellen Tötungs- oder Opferhandlung abbildeten oder ihr Fallen (Font-de-Gaume) darstellten. Die Zeichnungen unvollständiger Tiere sollten so angeblich darauf abzielen, diese in Teilen ihrer Fähigkeiten zu berauben, so dass man sich ihnen leichter nähern und sie besser töten konnte.
Während sich so die Jagdmagie den großen bevorzugten Jagdbeuten Pferde, Wisente, Auerochsen, Steinböcke, Rentiere und Hirsche widmete, betrieben Früh- und Vormenschen der Theorie zufolge auch eine Vernichtungsmagie. Diese, so die Vorstellung, befasste sich vor allem mit Tieren, die für den Menschen gefährlich sind: Raubkatzen und Bären (Drei-Brüder-Höhle, Montespan). Der Fruchtbarkeitszauber schließlich sollte der Theorie nach erreichen, dass sich die nützlichen Tierarten vermehren. Dazu stellten die Früh- und Vormenschen Tiere unterschiedlichen Geschlechts dar, auch in Szenen, die einer Paarung vorangehen (die Wisente aus Lehm in Tuc-d’Audoubert), oder trächtige weibliche Tiere.